# Dendropanax exilis
Dendropanax exilis är en araliaväxtart som först beskrevs av Toledo, och fick sitt nu gällande namn av S.L.Jung. Dendropanax exilis ingår i släktet Dendropanax och familjen araliaväxter. Inga underarter finns listade.